# Гёюк (Агджабединский район)
Гёюк (азерб. Göyük) — село в Гёюкском административно-территориальном округе Агдажбединского района Азербайджана.

## История
Село Кёвук в 1913 году согласно административно-территориальному делению Елизаветпольской губернии относилось к Дойранскому сельскому обществу Шушинского уезда.
В 1926 году согласно административно-территориальному делению Азербайджанской ССР село относилось к дайре Агджабеды Агдамского уезда.
После реформы административного деления и упразднения уездов в 1929 году был образован Гюсюлинский сельсовет в Агджабединском районе Азербайджанской ССР.
Согласно административному делению 1961 года село Гёюк входило в Гюсюлинский сельсовет Агджабединского района Азербайджанской ССР, в 1970-х годах переподчинено Муганлинскому сельсовету.
В 1999 году в Азербайджане была проведена административная реформа и из Муганлинского административно-территориального округа был выделен Геюкский, в котором в свою очередь учрежден Геюкский муниципалитет Агджабединского района.

## География
Геюк расположен в Карабахской степи.
Село находится в 20 км от райцентра Агджабеди и в 326 км от Баку. Ближайшая железнодорожная станция — Агдам (действующая — Халадж).
Село находится на высоте 92 метра над уровнем моря.

## Население
| Численность населения | Численность населения | Численность населения | Численность населения |
| 1886                  | 1984                  | 1999                  | 2009                  |
| --------------------- | --------------------- | --------------------- | --------------------- |
| 58                    | ↗450                  | ↗682                  | ↗856                  |

В 1886 году в селе проживало 58 человек, все — азербайджанцы, по вероисповеданию — мусульмане-шииты.
Население преимущественно занимается хлопководством, животноводством и выращиванием зерновых.

## Климат
| Показатель                                                                                 | Янв. | Фев. | Март | Апр. | Май  | Июнь | Июль | Авг. | Сен. | Окт. | Нояб. | Дек. | Год  |
| ------------------------------------------------------------------------------------------ | ---- | ---- | ---- | ---- | ---- | ---- | ---- | ---- | ---- | ---- | ----- | ---- | ---- |
| Средний суточный максимум, °C                                                              | 6,3  | 7,5  | 11,2 | 18,8 | 23,7 | 28,4 | 31,7 | 31,1 | 26,4 | 20,7 | 13,7  | 8,6  | 19,1 |
| Средняя температура, °C                                                                    | 2,6  | 3,7  | 7,0  | 13,5 | 18,4 | 23,0 | 26,1 | 25,2 | 21,2 | 16,0 | 9,7   | 4,8  | 14,3 |
| Средний суточный минимум, °C                                                               | −1,1 | −0,1 | 2,8  | 8,3  | 13,1 | 17,6 | 20,5 | 19,4 | 16,1 | 11,3 | 5,8   | 1,1  | 9,5  |
| Норма осадков, мм                                                                          | 21   | 25   | 31   | 44   | 54   | 43   | 18   | 20   | 24   | 44   | 28    | 30   | 382  |
| Источник: https://en.climate-data.org/asia/azerbaijan/agcab%C9%99di-rayonu/goeyuek-997871/ |      |      |      |      |      |      |      |      |      |      |       |      |      |

Среднегодовая температура воздуха в селе составляет +14,3 °C. В селе полупустынный климат.

## Инфраструктура
В советское время близ села располагались молочно-товарная и овце-товарная фермы.
В селе расположены средняя школа, медицинский пункт.